# Vanalinn
Vanalinn (estonsko za 'Staro mesto') je okrožje (estonsko asum) estonske prestolnice Talin. Je v okrožju Kesklinn ('osrednje mesto'). Kot staro mesto Talin ga je Unesco leta 1997 uvrstil na seznam svetovne dediščine.

## Zgodovina
Vanalin je najstarejši del Talina. Ta del mesta je bil zgrajen v 13. in 14. stoletju in je dobro ohranjen. Upravno je Vanalinn okrožje v okrožju Kesklinn. Okrožje je 1. januarja 2020 imelo 4746 prebivalcev. Njegova površina je 1,1 kvadratnega kilometra.
V Vanalinn sodi Toompea – Zgornje mesto in Spodnje mesto (estonsko All-linn,  dejansko Reval). Oba dela sta bila stoletja ločeni upravni enoti. Leta 1878 sta bili združeni pod eno upravo. Deli so ločeni z obzidjem in povezani z dvema ulicama: Lühike jalg ('Kratka noga') in Pikk jalg ('Dolga noga').

## Toompea
Pomembne stavbe na Toompeauju so:
- Castrum Danorum ali Grad Toompea (estonsko Toompea loss). V tej stavbi je zdaj sedež estonskega parlamenta Riigikogus. Na enem od vogalov stoji stolp Visoki Hermann
- Stenbockova hiša, sedež estonske vlade
- Stolnica sv. Marije v Talinu
- Ruska pravoslavna stolnica Aleksandra Nevskega, Talin
- Hiša estonskega viteštva (estonsko Eestimaa rüütelkonna hoone). V tej stavbi je bila od leta 2009-2016 Estonska umetniška akademija.

Obiskovalec ima na različnih točkah čudovit razgled na spodnje mesto in Finski zaliv. Ob vznožju Toompea leži Toompark. Na drugi strani parka je baltska železniška postaja (Balti jaam). Je v okrožju Kelmiküla.

## Spodnje mesto
V spodnjem mestu so:
- Stara mestna hiša v Talinu na Mestnem trgu (estonsko Raekoja plats)
- Nasproti mestne hiše: lekarna Talinskega sveta (estonsko Raeapteek), lekarna iz 15. stoletja, ki je še vedno v uporabi
- Cerkev Svetega Duha (estonsko Püha Vaimu kirik)
- Stolp Kiek v de Köku
- Niguliste kirik (Nikolajeva cerkev)
- Ruska pravoslavna cerkev sv. Nikolaja Čudodelca
- Cerkev sv. Olafa (estonsko Oleviste kirik)
- Stavbe različnih cehov, vključno s hišo Velikega ceha

## Mestno obzidje
V 15. stoletju je bilo mestno obzidje dolgo 2,35 km, visoko od 13 do 16 metrov in debelo od 2 do 3 metre. Imelo je več kot 40 stolpov.
Danes je še vedno 1,85 km mestnega obzidja z 26 stolpi. Eden od teh stolpov je debela Margareta s premerom 25 metrov.

## Galerija
- Grad Toompea, sedež parlamenta
- Zastava Estonije na Visokem Hermannu
- Stolnica Aleksandra Nevskega
- Stara mestna hiša v Talinu
- Cerkev Svetega Duha
- Velika vrata na plaži z "Debelo Margareto"